# Tivodrassus
Genre
Tivodrassus est un genre d'araignées aranéomorphes de la famille des Prodidomidae.

## Distribution
Les espèces de ce genre sont endémiques du Mexique.

## Description
Les espèces de ce genre mesurent de 2,5 à 4,5 mm.

## Liste des espèces
Selon World Spider Catalog (version 23.0, 16/02/2022) :
- Tivodrassus ethophor Chamberlin & Ivie, 1936
- Tivodrassus farias Platnick & Shadab, 1976
- Tivodrassus pecki Platnick & Shadab, 1976
- Tivodrassus reddelli Platnick & Shadab, 1976

## Systématique et taxinomie
Ce genre a été décrit par Chamberlin et Ivie en 1936 dans les Gnaphosidae. Il est placé dans les Prodidomidae par Platnick en 1990, dans les Gnaphosidae par Azevedo, Griswold et Santos en 2018 puis dans les Prodidomidae par Azevedo, Bougie, Carboni, Hedin et Ramírez en 2022.

## Publication originale
- Chamberlin & Ivie, 1936 : « New spiders from Mexico and Panama. » Bulletin of the University of Utah, vol. 27, no 5, p. 1-103.